# 50 mètres brasse féminin aux championnats du monde de natation 2024
Cet article traite de l'épreuve féminine. Pour la compétition masculine, voir 50 mètres brasse masculin aux championnats du monde de natation 2024.
Le 50 mètres brasse féminin est une épreuve de natation sportive des championnats du monde de natation 2024. Elle a lieu les 17 et 18 février 2024 à Doha au Qatar.

## Records
Avant cette compétition, les records dans cette discipline étaient :
| Record du monde       | 29 s 16 | Rūta Meilutytė | 30 juillet 2023 | Fukuoka, Japon |
| Record du championnat | 29 s 16 | Rūta Meilutytė | 30 juillet 2023 | Fukuoka, Japon |

## Résultats détaillés
Les 16 meilleurs temps se qualifient pour les demi-finales (Q), puis les 8 meilleurs demi-finalistes passent en finale (F).

### Séries
| Rang | Série | Ligne | Nageuse                | Pays                        | Temps         | Commentaire     |
| ---- | ----- | ----- | ---------------------- | --------------------------- | ------------- | --------------- |
| 1    | 4     | 4     | Benedetta Pilato       | Italie                      | 29.89         | Q               |
| 2    | 3     | 5     | Tang Qianting          | Chine                       | 29.93         | Q Record d'Asie |
| 3    | 5     | 4     | Rūta Meilutytė         | Lituanie                    | 30.05         | Q               |
| 4    | 3     | 4     | Lara van Niekerk       | Afrique du Sud              | 30.28         | Q               |
| 5    | 5     | 7     | Ida Hulkko             | Finlande                    | 30.36         | Q               |
| 6    | 5     | 3     | Veera Kivirinta        | Finlande                    | 30.53         | Q               |
| 7    | 4     | 5     | Mona McSharry          | Irlande                     | 30.72         | Q               |
| 8    | 4     | 3     | Sophie Hansson         | Suède                       | 30.83         | Q               |
| =9   | 4     | 7     | Silje Slyngstadli      | Norvège                     | 30.86         | Q               |
| =9   | 4     | 1     | Sophie Angus           | Canada                      | 30.86         | Q               |
| 11   | 5     | 6     | Dominika Sztandera     | Pologne                     | 30.91         | Q               |
| 12   | 5     | 5     | Anita Bottazzo         | Italie                      | 30.94         | Q               |
| 13   | 3     | 7     | Yang Chang             | Chine                       | 31.02         | Q               |
| 14   | 4     | 6     | Fleur Vermeiren        | Belgique                    | 31.08         | Q               |
| 15   | 5     | 2     | Piper Enge             | États-Unis                  | 31.09         | Q               |
| 16   | 3     | 6     | Ana Rodrigues          | Portugal                    | 31.25         | Q               |
| 17   | 3     | 8     | Rianna Dela Cruz       | Philippines                 | 31.27         |                 |
| 18   | 5     | 1     | Macarena Ceballos      | Argentine                   | 31.32         |                 |
| 19   | 4     | 8     | Jenjira Srisaard       | Thaïlande                   | 31.35         |                 |
| 20   | 3     | 2     | Maria-Thaleia Drasidou | Grèce                       | 31.49         |                 |
| 21   | 2     | 3     | Chen Pui Lam           | Macao                       | 31.56         |                 |
| 22   | 4     | 9     | Tara Vovk              | Slovénie                    | 31.65         |                 |
| 23   | 5     | 9     | Stefania Gómez Hurtado | Colombie                    | 31.75         |                 |
| 24   | 3     | 1     | Ana Carolina Vieira    | Brésil                      | 31.81         |                 |
| 25   | 5     | 0     | Jimena Ruiz            | Espagne                     | 31.99         |                 |
| 26   | 2     | 6     | Lanihei Connolly       | Îles Cook                   | 32.03         |                 |
| 27   | 5     | 8     | Lin Pei-wun            | Taipei chinois              | 32.10         |                 |
| 28   | 3     | 9     | Melissa Rodríguez      | Mexique                     | 32.15         |                 |
| 29   | 2     | 5     | Lam Hoi Kiu            | Hong Kong                   | 32.57         |                 |
| 30   | 2     | 4     | Phee Jinq En           | Malaisie                    | 32.70         |                 |
| 31   | 2     | 7     | Ellie Shaw             | Antigua-et-Barbuda          | 32.73         |                 |
| 32   | 3     | 0     | Lisa Mamié             | Suisse                      | 32.88         |                 |
| 33   | 1     | 6     | Alicia Kok Shun        | Maurice                     | 33.19         |                 |
| 34   | 2     | 0     | Kirabo Namutebi        | Ouganda                     | 33.71         |                 |
| 35   | 2     | 2     | Victoria Russell       | Bahamas                     | 34.03         |                 |
| 36   | 2     | 1     | Naiara Roca            | Bolivie                     | 35.20         |                 |
| 37   | 2     | 8     | N'Hara Fernandes       | Angola                      | 36.34         |                 |
| 38   | 2     | 9     | Taeyanna Adams         | États fédérés de Micronésie | 37.87         |                 |
| 39   | 1     | 4     | Mariama Touré          | Guinée                      | 40.83         |                 |
| 40   | 1     | 5     | Nina Amison            | Djibouti                    | 45.87         |                 |
| 41   | 1     | 3     | Olamide Sam            | Sierra Leone                | 1:04.78       |                 |
| —    | 4     | 0     | Adelaida Pchelintseva  | Kazakhstan                  | Disqualifiée  | Disqualifiée    |
| —    | 1     | 2     | Rita Acaba Ocomo       | Guinée équatoriale          | Non partantes | Non partantes   |
| —    | 3     | 3     | Kotryna Teterevkova    | Lituanie                    | Non partantes | Non partantes   |
| —    | 4     | 2     | Charlotte Bonnet       | France                      | Non partantes | Non partantes   |

### Demi-finales
| Rang | Série | Ligne | Nageuse            | Pays            | Temps | Commentaire     |
| ---- | ----- | ----- | ------------------ | --------------- | ----- | --------------- |
| 1    | 2     | 5     | Rūta Meilutytė     | Lituanie        | 29.42 | F               |
| 2    | 1     | 4     | Tang Qianting      | Chine           | 29.80 | F Record d'Asie |
| 3    | 2     | 4     | Benedetta Pilato   | Italie          | 29.91 | F               |
| 4    | 2     | 8     | Piper Enge         | États-Unis      | 30.53 | F               |
| 5    | 1     | 5     | Lara van Niekerk   | Modèle:Flaglink | 30.56 | F               |
| 6    | 1     | 3     | Veera Kivirinta    | Finlande        | 30.57 | F               |
| 6    | 2     | 6     | Mona McSharry      | Irlande         | 30.57 | F               |
| 8    | 2     | 3     | Ida Hulkko         | Finlande        | 30.69 | F               |
| 9    | 1     | 6     | Sophie Hansson     | Suède           | 30.71 |                 |
| 10   | 2     | 7     | Dominika Sztandera | Pologne         | 30.78 |                 |
| 11   | 2     | 1     | Yang Chang         | Chine           | 30.86 |                 |
| 12   | 2     | 2     | Sophie Angus       | Canada          | 30.87 |                 |
| 13   | 1     | 7     | Anita Bottazzo     | Italie          | 30.89 |                 |
| 14   | 1     | 8     | Ana Rodrigues      | Portugal        | 31.09 |                 |
| 15   | 1     | 2     | Silje Slyngstadli  | Norvège         | 31.34 |                 |
| 16   | 1     | 1     | Fleur Vermeiren    | Belgique        | 31.60 |                 |

### Finale
| Rang               | Ligne | Nageur           | Pays           | Temps   | Commentaire   |
| ------------------ | ----- | ---------------- | -------------- | ------- | ------------- |
| Médaille d'or      | 4     | Rūta Meilutytė   | Lituanie       | 29 s 40 |               |
| Médaille d'argent  | 5     | Tang Qianting    | Chine          | 29 s 51 | Record d'Asie |
| Médaille de bronze | 3     | Benedetta Pilato | Italie         | 30 s 01 |               |
| 4                  | 2     | Lara van Niekerk | Afrique du Sud | 30 s 47 |               |
| 5                  | 8     | Ida Hulkko       | Finlande       | 30 s 60 |               |
| 6                  | 6     | Piper Enge       | États-Unis     | 30 s 49 |               |
| 7                  | 7     | Veera Kivirinta  | Finlande       | 30 s 73 |               |
| 8                  | 1     | Mona McSharry    | Irlande        | 30 s 96 |               |